# Cyril Raffaelli
Cyril Raffaelli (Párizs, 1974. április 1. –) francia traceur, színész, harcművész és kaszkadőr.
A B13 – A bűnös negyed című filmmel vált ismertté, amelyben David Belle mellett játszott. Harcművészeti koreográfus A szállító című filmmel lett ismert.

## Élete és pályafutása
1974. április 1-jén született. Két testvére befolyására hatéves korában kezdett el érdeklődni a harcművészetek iránt. Nuncsakuval kezdett, majd egy karateklubban megtanulta a sótókan karatét. Ebben az időben Cyril több atlétikai bajnokságon is részt vett. A későbbiekben Jackie Chan filmjei iránti szenvedélye is felkeltették benne a vágyat, hogy filmekben szerepeljen.
Tizennégy évesen jelentkezett Annie Fratellini cirkusziskolájába, ahol megismerkedett Vincent Cassellel. Ott sajátította el akrobatikus képességeit. Ezután a Bouglione, a Zavatta és a Fratellini családok csapatait követte. 1991-ben Raffaellit felkérték, hogy vegyen részt a The Rare című darab koreográfiájában; ezáltal lett a televízió felfedezettje. Több műsorban és reklámfilmben is szerepelt, illetve néhány operában is táncolt.
1993-ban részt vett a Starmania új változatának meghallgatásán, amelyet Lewis Furey rendezett. Négy évre kapta meg az Étoile Noire szerepét. sportolói pályafutását 1999-ig folytatta, és több nemzetközi címet nyert, többek között a vusu harcművészetben.
1996-ban tűnt fel először kaszkadőrként Gérard Jugnot filmjében. Ezt követően számos produkcióban dolgozott, ahol tapasztalatát, akrobatikus képességeit és színpadi érzékét a harci jelenetek koreográfiájában és a kaszkadőrmutatványokban használhatta fel.
Az 1999-es találkozás Luc Bessonnal a Jeanne d’Arc – Az orléans-i szűz című film forgatásán meghatározó esemény volt; azóta számos, az EuropaCorp által gyártott akciófilmben szerepelt. Első nagyobb szerepe 2001-ben volt A sárkány csókja című filmben, amelyben Jet Li alakította főszerepet.
2010-ben a Djinns című háborús horrorfilmben játszott.

## Filmográfia
| Év   | Magyar cím                                 | Eredeti cím                                          | Szerep                 | Magyar hang          |
| ---- | ------------------------------------------ | ---------------------------------------------------- | ---------------------- | -------------------- |
| 2000 | Taxi 2.                                    | Taxi 2                                               | karateoktató           |                      |
| 2001 | A sárkány csókja                           | Kiss of the Dragon                                   | ikerpár tagja          | nem szólal meg       |
| 2001 | Végzetes hipnózis                          | Mortel Transfert                                     | tolvaj                 |                      |
| 2002 | Asterix és Obelix: A Kleopátra-küldetés    | Astérix & Obélix: Mission Cléopâtre                  | légiós az erdőben      |                      |
| 2002 | Az ifjú Casanova (tévéfilm)                | Il giovane Casanova                                  | ismeretlen szerep      |                      |
| 2004 | Bíbor folyók 2. – Az apokalipszis angyalai | Les Rivieres pourpres II - Les anges de l'apocalypse | gyilkos pap            |                      |
| 2004 | B13 – A bűnös negyed                       | Banlieue 13                                          | Damien Tomaso százados | Dózsa Zoltán         |
| 2004 | B13 – A bűnös negyed                       | Banlieue 13                                          | Damien Tomaso százados | Csík Csaba Krisztián |
| 2007 | Die Hard 4.0 – Legdrágább az életed        | Die Hard 4.0                                         | Rand                   | Presits Tamás        |
| 2009 |                                            | Human Zoo                                            | Dacae nyomozó          |                      |
| 2009 | B13 – Az Ultimátum                         | Banlieue 13 - Ultimatum                              | Damien Tomaso százados | Dózsa Zoltán         |
| 2010 | Arthur 3. – A világok harca                | Arthur 3: La Guerre des deux mondes                  | –                      |                      |
| 2010 |                                            | Djinns                                               | Louvier                |                      |
| 2017 |                                            | A Gentleman                                          | harcos a mosodában     |                      |

Egyéb tevékenység
- 1997: Tutira kamuzunk – kaszkadőr
- 1998: Jöttünk, láttunk, visszamennénk 2. – Az időalagút – kaszkadőr
- 1998: A vasálarcos – kaszkadőr
- 2000: Taxi 2. – kaszkadőr
- 2002: A szállító – kaszkadőr
- 2007: Hitman – A bérgyilkos – harci jelenetek koreográfusa
- 2019: Halálos iramban: Hobbs & Shaw – kaszkadőr

## Fordítás
- Ez a szócikk részben vagy egészben  a   Cyril Raffaelli című angol Wikipédia-szócikk fordításán alapul.  Az eredeti cikk szerkesztőit annak laptörténete sorolja fel. Ez a jelzés csupán a megfogalmazás eredetét és a szerzői jogokat jelzi, nem szolgál a cikkben szereplő információk forrásmegjelöléseként.